# أنور الجلاصي
أنور الجلاصي حكم دولي تونسي في رياضة التايكوندو، شارك في أولمبياد طوكيو، وأولمبياد باريس 2024.

## مسيرته
تحصل انور الجلاصي على درجة حكم دولي في رياضة التايكواندو سنة 2015, حكما دوليا في اختصاص الباراتايكواندو لذوي الاحتياجات الخاصة سنة 2018.
وقد شارك في العديد من التظاهرات الرياضية الدولية الهامة ابرزها دورة الالعاب الاولمبية (طوكيو 2020+1) الى جانب مسابقات الجائزة الكبرى.
كما تم تعيين انور الجلاصي خلال شهر ماي 2022 في خطة مدير فني بالجامعة التونسية للتايكواندو.